# Ramon Salsas Blanch
Ramon Salsas i Blanch (Badalona, 1902-1987), compositor.

## Biografía
A los 7 años ingresó en el Conservatorio Municipal de Música de Barcelona y estudió con Joaquim Canals (piano) y Enric Morera (armonía, contrapunto y fuga). Entre los compañeros de estudios tuvo a Joan Baptista Lambert, Antoni Botey, Claudi Soler y Joaquim Serra, entre otros. Fue cofundador del Orfeó Badaloní en 1921. Fue concertista de piano, formando parte de diversos trios musicales, uno de ellos junto a Lluís Millet y Francesc Costa; otro junto a Jaume Lecha y Josep Trotta; un tercero junto a Domingo Ponsa y Eduard Bocquet; y finalmente formó parte del Trio SOS junto a Francesc Solà y Joan Oriol. Participó como miembro del jurado en diversos concursos musicales. Se casó con su alumna Esperanza Puig Pons en 1948 y del matrimonio nacieron cuatro hijos: Joan, Ramon, Margarida y Gabriel. En 1960 recibió de la entidad Badalona Sardanista la Medalla al Mérito al Compositor. Entre 1965 y 1970 ocupó el cargo de director de la Escola Municipal de Música de Badalona, donde había sido profesor de piano y composición desde 1929.
El fondo personal de Ramon Salsas se conserva en la Biblioteca de Catalunya.

## Obra
- Cap d'any.
- Consol.
- En somnis.
- Flam de joia.
- Jorns encesos.
- Maria de Bellmunt.
- Presumideta.
- Renovellament. Barcelona: Unión Musical Española. [entre 1900 y 1929]. «Poesía de Josep Carner».
- La sardana dels mariners.
- La sardana trista.
- Sardanes als envelats.
- El sol dels mariners.
- La vall de Pomar.